# Muàwiya ibn Abi-Sufyan
Muàwiya ibn Abi-Sufyan o Muàwiya I (àrab: معاوية بن أبي سفيان, Muʿāwiya ibn Abī Sufyān) (602 - 680) fou califa omeia sufyànida de Damasc (661 - 680). El seu pare Abu-Sufyan ibn Harb era un cap de clan de la Meca. La seva germana Umm-Habiba, que era vídua, es va casar amb Mahoma el 630. Poc després Abu-Sufyan es va sotmetre al Profeta i es va fer musulmà. Muàwiya potser ja havia adoptat les creences en secret des del 628.

## Orígens i primeres anys

El creixement del califat. Quan Mahoma va morir l'any 632, l'islam s'havia estès per Aràbia (verd)

L'any de naixement de Muàwiya és incert, amb el 597, 603 o 605 citats per les primeres fonts islàmiques. El seu pare Abu-Sufyan ibn Harb va ser un important comerciant de la Meca que va dirigir caravanes comercials a Síria, llavors part de l'Imperi Romà d'Orient. Va sorgir com el líder del clan Banu Abd Shams del politeista Quraix, la tribu dominant de la Meca, durant les primeres etapes del conflicte dels Quraix amb Mahoma. Aquest últim també provenia dels Quraix i estava llunyanament relacionat amb Muàwiya a través del seu avantpassat patern comú, Abd Manaf ibn Qusayy. La mare de Muàwiya, Hind bint Utba, també era membre dels Banu Abd Shams.
L'any 624, Mahoma i els seus seguidors van intentar interceptar una caravana a la Meca encapçalada pel pare de Muàwiya al seu retorn de Síria, fet que va fer que Abu Sufyan demanés reforços. L'exèrcit de socors quraixita va ser derrotat a la següent batalla de Badr, en la qual el germà gran de Muàwiya, Hanzala, i el seu avi matern, Utba ibn Rabia, van ser assassinats. Abu Sufyan va substituir el líder assassinat de l'exèrcit de la Meca, Abu-Jahl, i va portar els de la Meca a la victòria contra els musulmans a la batalla de l'Úhud el 625. Després del seu setge avortat de Mahoma a Medina a la Batalla del Fossat l'any 627, va perdre la seva posició de lideratge entre els Quraix.
El pare de Muàwiya no va participar en les negociacions de treva a Hudaybiyya entre els Quraix i Mahoma l'any 628. L'any següent, Muhammad es va casar amb la germana vídua de Muàwiya, Umm Habiba, que havia abraçat l'islam quinze anys abans. El matrimoni podria haver reduït l'hostilitat d'Abu Sufyan cap a Mahoma i Abu Sufyan va negociar amb ell a Medina l'any 630 després que els confederats dels Quraix violessin la treva Hudaybiyya. Quan Mahoma va capturar la Meca l'any 630, Muàwiya, el seu pare i el seu germà gran Yazid van abraçar l'islam. Segons els relats citats pels primers historiadors musulmans Al-Baladhurí i Ibn Hàjar al-Asqalaní, Muàwiya s'havia convertit en secret en musulmà des del moment de les negociacions d'Hudaybiyya. L'any 632 l'autoritat musulmana es va estendre per Aràbia amb Medina com a seu del govern musulmà. Com a part dels esforços de Mahoma per reconciliar-se amb els Quraix, Muàwiya es va convertir en un dels seus kātibs (escribes), sent un dels disset membres alfabetitzats dels Quraix en aquell moment. Abu Sufyan es va traslladar a Medina per mantenir la seva recent influència en la comunitat musulmana naixent.

## Conquesta de Síria
El 634 el califa Abu-Bakr as-Siddiq el va enviar a Síria, on va dirigir l'avantguarda de l'exèrcit manat pel seu germà Yazid ibn Abi-Sufyan, lluitant contra els romans d'Orient. Hauria pres part a la conquesta de Jerusalem el 637. Yazid va morir de pesta a Anwas i el 639 el califa Úmar ibn al-Khattab el va nomenar al seu lloc (potser governador del jund de Damasc, però no és clar si també el d'al-Urdunn; la seva autoritat s'hauria estès a Homs i Kinnasrin, però no al jund de Filistin) i el 640 va dirigir la conquesta de Cesarea de Capadòcia. El 644 va morir Umar i llavors Muàwiyya era governador de Damasc i al-Urdunn i almenys des d'aquest any Umayr ibn Sad al-Ansari ho era d'Homs (potser també de Kinnasrin). Una nota d'al-Baladhurí diu que Uthman ibn Affan va nomenar (o va confirmar el nomenament) de Muàwiya com a governador de Síria i d'Umayr com a governador d'Al-Jazira. També se li va confiar a Umayr el jund de Filistin però després fou revocat dels seus governs que van quedar reunits en mans de Muàwiya (vers 646 o 647). El 646 les forces del governador van arribar fins a Amòrion en territori romà d'Orient i va repoblar Trípoli, que els romans d'Orient van evacuar, amb jueus. La frontera efectiva va restar a la zona d'Adana.
Síria va quedar lliure de conflictes interns excepte de un menor causat per Abu Dharr que fou ràpidament dominat. Contra l'Imperi Romà d'Orient va lliurar combats a la seva flota, i va fer incursions a Xipre, Rodes i Sicília i el 655, amb 200 vaixells, va derrotar una flota de Constant II formada per entre 700 i 1.000 vaixells, en la batalla dels Pals.
Entre els oposats al califa Uthman ibn Affan no hi va haver sirians (656). El califa va cridar en ajut a alguns governadors entre els quals a Muàwiya, que va enviar un contingent que va fer mitja volta a Wadi l-Kura quan va saber que el califa havia estat assassinat. Va seguir la guerra civil entre Alí ibn Abi-Tàlib i els seus opositors a Bàssora i la Meca. Alí volia destituir Muàwiya com a governador i aquest va evitar prestar-li jurament i va fomentar l'hostilitat a Alí al qual acusava veladament de ser el responsable de la mort d'Uthman. Llavors Amr ibn al-As va acceptar secretament fer costat a Muàwiya amb la promesa de rebre quan fos possible el govern d'Egipte. Sota els seus consells Muàwiya va reunir una aliança de voluntats en favor de la seva causa i l'enviat d'Alí que demanava el jurament de fidelitat fou reenviat amb la notícia que Muàwiya s'alçava en revolta contra Alí «per haver mort Uthman». La batalla de Siffin va anar seguida de l'arbitratge que va estar dominat per Amr ibn al-As i el 658 aquest i altres notables van reconèixer Muàwiya com a califa.

## Califat
El juliol del 658 Egipte era conquerit i Amr nomenat governador. Un intent de revolta favorable al sirià a Bàssora, dirigida per Ibn al-Hadhramí, va fracassar però la situació d'Alí era feble i de fet només controlava l'Iraq, Hijaz i el Iemen. És possible que a principis del 660 s'hagués ajustat una treva entre les dues parts després de quatre anys de combats de baixa intensitat. El juliol del 660 Jerusalem retia homenatge a Muàwiya i el gener del 661 Alí fou assassinat pel kharigita Ibn Múljam. La pujada al califat del seu germà al-Hàssan ibn Abi-Tàlib fou efímera atès que Muàwiya va avançar cap a l'Iraq amb un exèrcit i al-Hàssan va abdicar amb una compensació. El sirià va entrar a Kufa (entre el juliol i el setembre del 661).
Des de llavors es va dedicar a consolidar el seu poder. Va fortificar les ciutats de la costa siriana i Alexandria (obres acabades el 670). Després de la mort de Constant II el 668 va seguir una política agressiva per mar i Sicília fou atacada (669) al mateix temps que l'exèrcit de terra al nord d'Àfrica prenia Kairuan com a base de les seves incursions cap al territori de la moderna Algèria. Rodes fou ocupada el 672 i Creta el 674 i després unes expedicions navals dugueren al bloqueig de la mar de Màrmara i Constantinoble, bloqueig que va durar set anys (673 a 679), fins que la flota àrab fou destruïda pels genovesos. En aquestos anys es van fer expedicions anuals (as-sayfa) a Anatòlia. Internament els àrabs nòmades Qays Aylan no obeïen els oficials àrabs nomenats pel califa a al-Jazira. Muàwiya va instal·lar les tribus dels Múdar i els Rabia a les regions que van rebre el seu nom (Diyar Múdar i Diyar Rabia) i va separar del govern d'Homs el de Kinnasrin-Jazira que va formar jund separat. A l'Iraq les tribus Bakr ibn Wàïl i Banu Tamim només es van establir a Kufa i Bàssora en nombre limitat i van retornar a les seves pastures originals o es van establir a llocs més llunyans com el Khuzestan, Fars, Kirman i Sistan. El 665 el govern de Bàssora i Orient va passar a Ziyad ibn Abihi; en aquest «Orient» s'incloïa el Khorasan i Sistan, i províncies més llunyanes com Transoxiana, Vall de Ferganà, Zabulistan, Makran i Sind, i eren les tropes de Bàssora i en especial de les tribus de kays, tamim i bakr, les que van portar el pes de la lluita. Ziyad ibn Abih va controlar el seu govern de manera quasi autònoma i va enviar 50.000 guerrers tribals àrabs (amb les famílies) al Khorasan. Arreu els notables tribals (àixraf) que donaven suport als sufyànides eren la base del poder del califa. Els governadors de les províncies foren els seus parents o persones properes al seu cercle familiar.
Cap al final del seu regnat va haver de pactar pagar un tribut als romans d'Orient per poder fer front als mardaïtes. Va obligar a fer jurament al seu fill Yazid I com a successor, que tenia el suport dels kalbites, principal suport dels omeies sufyànides. Els Banu Hàixim que es podien sentir menyspreats van rebre beneficis del califa. Al jurament es van oposar Abd-Al·lah ibn az-Zubayr i al-Hussayn ibn Alí ibn Abi-Tàlib, al Hijaz, que van al·legar que era contrari al costum àrab.
Va morir el 680. El seu fill Yazid I el va succeir.

## Valoració i llegat
Igual que Uthman, Muàwiya va adoptar el títol de khalifat Allah ('diputat de Déu'), en comptes de khalifat rasul Allah ('diputat del missatger de Déu'), títol utilitzat pels altres califes que el van precedir. El títol pot haver implicat autoritat política i religiosa i sanció divina. Al-Baladhuri informa que va dir «La terra pertany a Déu i jo sóc el diputat de Déu». No obstant això, sigui quina siguin les connotacions absolutistes que hagués tingut el títol, evidentment Muàwiya no va imposar aquesta autoritat religiosa. En canvi, va governar indirectament com un cap supra-tribal utilitzant aliances amb ashraf provincial, les seves habilitats personals, el poder persuasiu i l'enginy.
A part de la seva guerra amb Ali, no va desplegar les seves tropes sirianes al país, i sovint va utilitzar regals monetaris com a eina per evitar el conflicte. Segons l'avaluació de Julius Wellhausen, Muàwiya era un diplomàtic consumat «que permetia que les coses maduressin per si soles, i només de tant en tant ajudava al seu progrés». A més, afirma que Muàwiya tenia la capacitat d'identificar i emprar els homes més talentosos al seu servei i va fer que fins i tot aquells en qui desconfiava treballessin per ell.
Segons l'historiadora Patricia Crone, l'èxit del govern de Mu'awiya va ser facilitat per la composició tribal de Síria. Allà, els àrabs que formaven la seva base de suport estaven distribuïts per tot el camp i estaven dominats per una única confederació, la Quda'a. Això contrastava amb l'Iraq i Egipte, on la diversa composició tribal de les ciutats de guarnició significava que el govern no tenia una base de suport cohesionada i havia de crear un delicat equilibri entre els grups tribals oposats. Com ho demostra la desintegració de l'aliança iraquiana d'Alí, mantenir aquest equilibri era insostenible. Segons la seva opinió, l'aprofitament de Muàwiya de les circumstàncies tribals a Síria va impedir la dissolució del califat en la guerra civil. En paraules de l'orientalista Martin Hinds, l'èxit de l'estil de govern de Muàwiya està «testificat pel fet que va aconseguir mantenir unit el seu regne sense haver de recórrer mai a utilitzar les seves tropes sirianes».
A llarg termini, el sistema de Muàwiya va resultar precari i inviable. La dependència de les relacions personals significava que el seu govern depenia de pagar i agradar als seus agents en lloc de manar-los. Això va crear un sistema d'indulgència, segons Crone. Els governadors es van tornar cada cop més irresponsables i van acumular riquesa personal. L'equilibri tribal en què es basava era insegur i una lleugera fluctuació portaria al fraccionisme i lluites internes. Quan Yazid es va convertir en califa, va continuar el model del seu pare. Per controvertit que havia estat la seva nominació, va haver d'enfrontar-se a les rebel·lions de Husayn i Ibn al-Zubayr. Tot i que va poder derrotar-los amb l'ajuda dels seus governadors i de l'exèrcit sirià, el sistema es va fracturar tan bon punt va morir el novembre del 683. L’ashraf provincial va desertar a Ibn al-Zubayr, igual que les tribus Qaysite, que havien emigrat a Síria durant el regnat de Muàwiya i s'oposaven a la confederació Quda'a sobre la qual descansava el poder sufyanida. En qüestió de mesos, l'autoritat del successor de Yazid, Mu'awiya II, s'havia limitat a Damasc i els seus voltants. Encara que els omeies, recolzats pels Quda'a, van poder reconquerir el califat després de la segona guerra civil que va durar una dècada, va ser sota el lideratge de Marwan, fundador de la nova casa governant dels omeies, els marwanides, i el seu fill Abd al-Malik. Havent-se adonat de la debilitat del model de Muàwiya i mancats de la seva habilitat política, els marwanides van abandonar el seu sistema a favor d'una forma de govern més tradicional on el califa era l'autoritat central. No obstant això, la successió hereditària introduïda per Muàwiya es va convertir en una característica permanent de molts dels governs musulmans que van seguir.
Kennedy considera la preservació de la unitat del Califat com l'assoliment més gran de Muàwiya. Expressant un punt de vista similar, el biògraf de Muàwiya, R. Stephen Humphreys, afirma que encara que mantenir la integritat del califat hauria estat un èxit per si sol, Muàwiya tenia la intenció de continuar amb vigor les conquestes que havien estat iniciades per Abu Bakr i Umar. En crear una armada formidable, va convertir el Califat en la força dominant a la Mediterrània oriental i a l'Egeu. Es va assegurar el control del nord-est de l'Iran i la frontera del califat es va ampliar al nord d'Àfrica. Madelung considera Muàwiya un corruptor de l'ofici califal, sota el qual la precedència a l'islam (sabiqa), que va ser el factor determinant en l'elecció dels primers califes, va donar pas a la força de l'espasa, el poble es va convertir en els seus súbdits i es va convertir en el senyor absolut de la seva vida i mort. Va estrangular l'esperit comunitari de l'islam i va utilitzar la religió com a eina de control social, explotació i terrorització militar.
Muàwiya va ser el primer califa el nom del qual va aparèixer en monedes, inscripcions o documents del naixent Imperi islàmic. Les inscripcions del seu regnat no tenien cap referència explícita a l'islam o Mahoma i els únics títols que apareixen són servent de Déu i comandant dels fidels. Això ha portat alguns historiadors moderns a qüestionar el compromís de Muàwiya amb l'islam. Com ara Fred M. Donner, Yehuda D. Nevo, Karl-Heinz Ohlig, i Gerd R. Puin. Han proposat que s'adherís a una forma no confessional o indeterminada de monoteisme, o podria haver estat cristià. Afirmant que els primers musulmans no veien la seva fe com a diferent d'altres religions monoteistes, aquests historiadors veuen els califes anteriors de Medina en la mateixa línia, però no existeixen proclames públiques del seu període. D'altra banda, l'historiador Robert Hoyland assenyala que Muàwiya va fer un repte molt islàmic a l'emperador romà d'Orient Constant III per negar [la divinitat de] Jesús i dirigir-se al Gran Déu a qui adoro, el Déu del nostre pare Abraham i especula que el recorregut de Muàwiya pels llocs cristians a Jerusalem es va fer per demostrar el fet que ara ell i l'emperador no era representant de l'emperador terrestre a Jerusalem.